# Gåsgöl (Blackstads socken, Småland)
Gåsgöl är en sjö i Västerviks kommun i Småland och ingår i Botorpsströmmens huvudavrinningsområde.